# Dr. Brain: Action Reaction
Dr. Brain: Action Reaction är ett datorspel för barn.
I Sverige lanseras det av Levande Böcker men är skapat av Knowledge Adventure, Inc. Spelet innehåller 45 uppdrag. Det är 6 personer man kan välja att köra med. Med upp till 16 personer kan spela spelet samtidigt genom att spela online på Internet.